# Telespazio
Telespazio ist ein italienisch-französisches Unternehmen mit Sitz in Rom, welches im Bereich der Raumfahrttechnik tätig ist. Die Schwerpunkte liegen hierbei auf der Satellitenkommunikation und -navigation sowie der Bereitstellung von Geodaten.
Das Unternehmen ist ein Joint Venture zwischen Leonardo (67 %) und Thales (33 %) und bildet zusammen mit Thales Alenia Space die sogenannte Space Alliance beider Unternehmen.
Standorte befinden sich in Italien, Frankreich, Spanien, Belgien, Deutschland, Niederlande, Rumänien und dem Vereinigten Königreich in Europa sowie Argentinien und Brasilien in Südamerika.
Die deutsche Tochtergesellschaft Telespazio Germany beschäftigt über 400 Mitarbeiter mit Standorten in Darmstadt und Gilching.